# (35324) Orlandi
1997 ET7 (asteroide 35324) é um asteroide da cintura principal. Possui uma excentricidade de 0.24401520 e uma inclinação de 21.40326º.
Este asteroide foi descoberto no dia 7 de março de 1997 por Osservatorio San Vittore em Bologna.